# Siringe

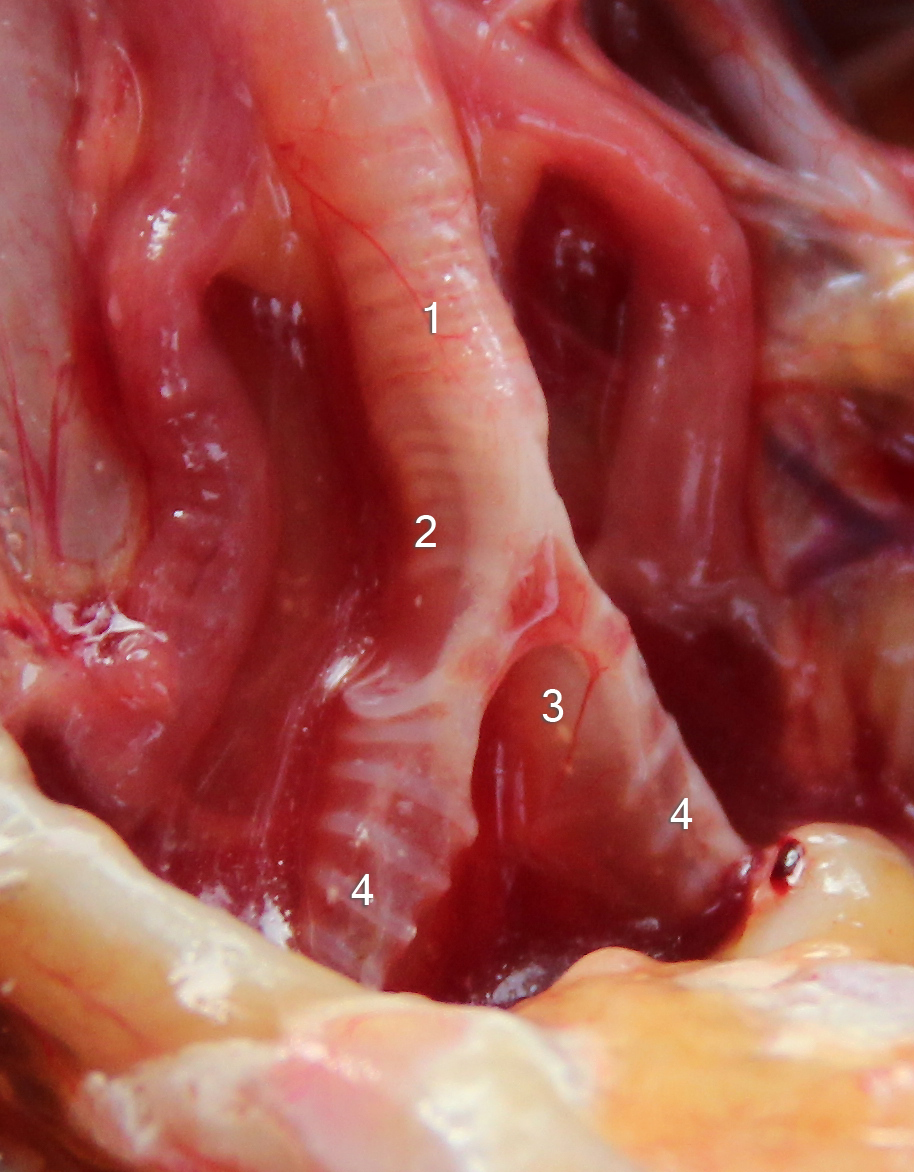
Siringe de uma galinha. 1. Traqueia; 2. Membrana timpaniforme lateral; 3. Membrana timpaniforme mediana; 4. Brônquio.

A siringe é um órgão presente nas aves, responsável pela produção e emissão de sons. Localiza-se na extremidade terminal da traqueia e porções iniciais dos dois brônquios primários. As aves que emitem sons provocados pela siringe (canto) são denominadas aves canoras. A siringe é formada pela parte final da traqueia e pelo início dos brônquios primários. As cartilagens traqueais da siringe são firmes, enquanto as cartilagens brônquicas são bem deficientes, embora uma curta barra vertical (pessulo) separe as aberturas brônquicas. As paredes lateral e medial dos brônquios são membranosas e produzem sons quando sujeitas a vibrações. O pato e o cisne machos possuem uma ampola óssea (supostamente uma caixa de ressonância) na face esquerda da siringe.   